# マリオネット (企業)
株式会社マリオネット (Marionette, Inc) は1984年4月に設立された日本のコンピュータソフトメーカー。当初はビジネスソフトのみを開発していたが、1990年代後半より家庭用ゲーム機用ソフトの開発メーカーとしても活動している。
ゲームソフトは、ウォーシミュレーションや第2次世界大戦を舞台とした空戦シューティングといったミリタリー系のものが多い。

## 開発したゲームソフト
- ファミリーコンピュータ用
  - Dr.カオス 地獄の扉（1987年、ポニー）
  - プール・オブ・レイディアンス（1991年、ポニーキャニオン）
- PlayStation用
  - 戦闘国家シリーズ
    - 戦闘国家 ～AIR LAND BATTLE～（1995年12月1日、ソニー・コンピュータエンタテインメント）
    - 戦闘国家－改－ ～IMPROVED～（1997年4月11日、ソニー・コンピュータエンタテインメント）
    - GLOBAL FORCE ～新・戦闘国家～（1999年3月11日、ソニー・コンピュータエンタテインメント）

  - パチ夫くん ～パチンコランド大冒険～（1995年4月14日、ココナッツジャパンエンターテイメント）
  - THE DEEP ～失われた深海～（1996年10月18日、ヴァージンインタラクティブエンターテインメント、廉価版2000年3月16日、アクレイムジャパン）
  - ゼロ・パイロット ～銀翼の戦士～（1998年3月12日、ソニー・コンピュータエンタテインメント）

- ドリームキャスト用
  - インペリアルの鷹 FIGHTER OF ZERO（2000年6月29日、グローバル・A・エンタテインメント）
- ニンテンドー ゲームキューブ用
  - 零ファイター撃墜戦記（2003年3月6日、グローバル・A・エンタテインメント）
- PlayStation 2用
  - 零式艦上戦闘記（2004年3月4日、タイトー）
  - ジオラマ戦線異状なし ～スターリングラードへの道～（2005年6月23日、グローバル・A・エンタテインメント）
  - 第三帝国興亡記II（2005年9月1日、グローバル・A・エンタテインメント）
  - 零式艦上戦闘記 弐（2006年2月23日、タイトー）
- PlayStation Portable用
  - 零式艦上戦闘記 征空王（2005年12月22日、タイトー）
- ニンテンドーDS用
  - 虫っ 町の昆虫ものがたり（2005年12月22日、タイトー）